# Dorothee Reingardt

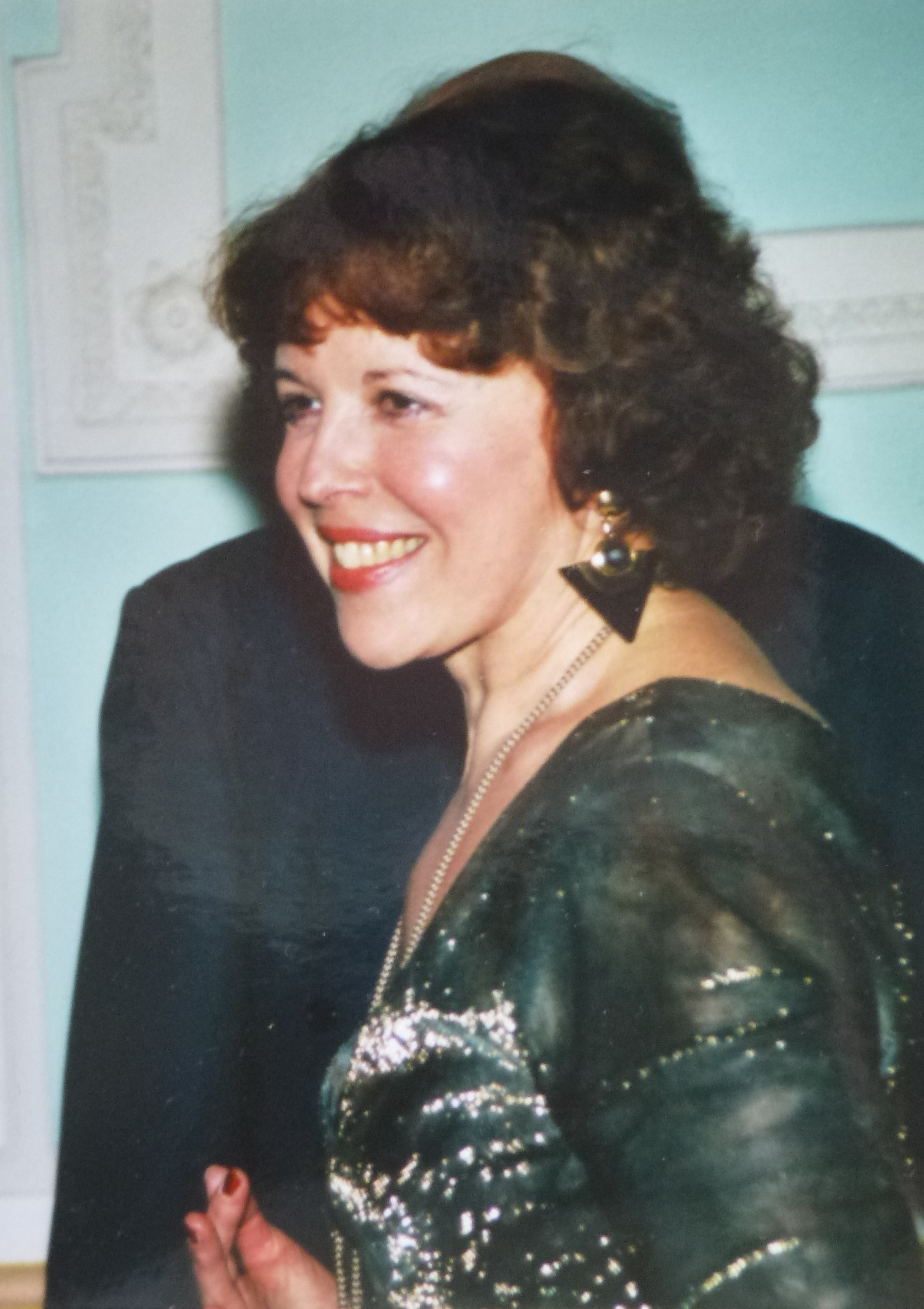
Dorothee Reingardt

Dorothee Reingardt (* 1949 in Hannover) ist eine deutsche Opern-, Lied- und Konzertsängerin (Sopran).

## Leben
Dorothee Reingard ist Tochter von Brigitte Meyer geb. Voss und dem Bibliothekar Gerhard Meyer. Nach dem Abitur am Dietrich-Bonhoeffer-Gymnasium in Hilden schloss Dorothee Reingardt 1976 ein Gesangsstudium an der Staatlichen Hochschule für Musik und Theater in Hannover mit dem Operndiplom ab. Bei Kammersängerin Erika Köth vervollständigte sie ihre Studien. Ihr Operndebüt gab sie als Die Kluge von Carl Orff in Hannover, Aberdeen und London.
Es folgten Engagements an die Wiener Kammeroper und das Raimundtheater in Wien (1976–1978). Dies schloss die mehrfache Teilnahme an den Sommerspielen der Kammeroper im Schlosstheater Schönbrunn ein.
Joachim Herz entdeckte sie für seine Inszenierung an der Komischen Oper Berlin für die weibliche Hauptrolle der Uraufführung der Märchenoper Der lustige Musikant – Das Land Bum-Bum von Georg Katzer (1978–1980). Die Oper wurde auch in einer eigenen Fernsehproduktion vom Fernsehen der DDR aufgezeichnet.
Am Nationaltheater Mannheim sang sie über mehrere Spielzeiten die Partien des lyrischen Fachs (1979–1982).
Wolfgang Wagner verpflichtete sie 1983 zu den Bayreuther Festspielen für den Parsifal in der Inszenierung von Götz Friederich unter der Leitung von James Levine.
Anschließend führten sie Gastverträge an Opernhäuser und Konzertsäle. Eine Konzerttätigkeit und Mitwirkung an Festivals mit Rundfunk- und Fernsehaufnahmen sorgten für eine internationale Beachtung.
Der israelische Komponist Joseph Dorfman schrieb für Dorothee Reingardt mehrere Werke, die sie mit ihm zusammen zur Erst- und Uraufführung brachte, wie die Monooper Sulamith (1997), den Zyklus Snajderlider (1998), das Buch Ruth (2001) und das Monodrama Sappho auf Lesbos (2004).
Ihre Erfahrungen von Opernbühne und subtiler Liedgestaltung ließ Dorothee Reingardt in außergewöhnlich thematisierte Programme einfließen, die sich vom klassischen Liederabend über musikalisch-literarische Abende bis hin zu szenischen ein- oder zwei-Personen-Stücken erstrecken.
Im Fachbereich Musik der Johannes-Gutenberg-Universität Mainz übte sie eine fast 20-jährige Lehrtätigkeit im Fach Gesang aus. Heute gibt sie ihre vielfältigen Erfahrungen aus Bühnen- und Lehrtätigkeit in Gesangscoaching und Karrierebegleitung weiter.
Sie ist verheiratet und hat zwei Kinder.

## Referenzen
- Nordbayerischer Kurier: Festspielnachrichten – Parsifal 1983 – Premieren-Kritiken, aktuelle Feuilletons, Reportagen, Künstler-Interviews
- Arnold Petersen (Hrsg.): Nationaltheater Mannheim – Festliche Opernabende – Jubiläumsspielzeit 1979/80 – 200 Jahre Nationaltheater Mannheim
- Who’s Who in the Arts and Literature. Band II: Applied Arts and Music. Who’s Who the international red series Verlag GmbH, Zürich 1982